# Cristoforo Majorana
Cristoforo Majorana (fl. XV secolo) è stato un miniatore italiano attivo a Napoli tra il 1480 e il 1494.

## Biografia

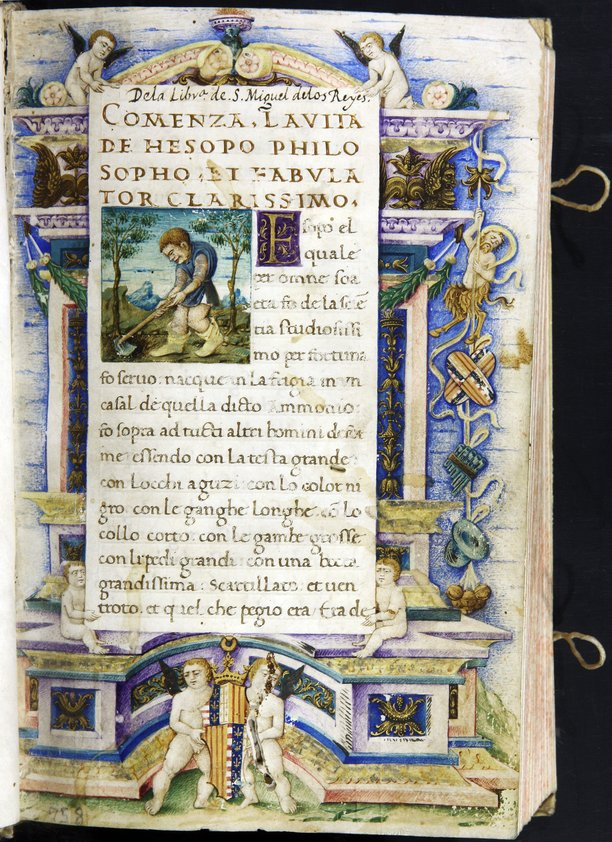
Vita e favole di Esopo, manoscritto documentato di Cristoforo Majorana.

Le date di nascita e morte di questo artista sono sconosciute. Probabilmente fu allievo di un altro miniatore napoletano, Cola Rapicano con il quale collaborò in diverse occasioni. È stato identificato grazie a due menzioni negli archivi dei conti dei re di Aragona a Napoli. Il 13 ottobre 1480, fu pagato per l'illustrazione di un manoscritto dei Commentari sui Salmi di Sant'Agostino. Fu di nuovo pagato il 14 febbraio 1481 per un manoscritto contenente le Favole di Esopo. I due manoscritti, ancora conservati, hanno permesso di stabilire lo stile dell'artista e di riconoscere la sua mano in altri manoscritti.

## Stile
Il suo stile è caratterizzato da una padronanza dello stile di miniatura rinascimentale all'antica, con frontespizi di opere costituite da architetture classiche e putti. Si ispira ai manoscritti realizzati a Padova e Roma, dove è probabile che si sia recato. Usa modelli di Gaspare de Padova e Giovanni Todeschino di cui semplifica le forme. Utilizza anche lettere a goccia sfaccettate con satiri, come il miniatore romano, il Maestro della Plinio di Londra. Il suo stile è simile a quello del suo maestro Cola Rapicano, mentre si distingue per i personaggi di vecchi con barba fluente e guance pizzicate.

## Opere

### Autori antichi
- Opere di Virgilio, scritte e decorazioni iniziate a Milano intorno al 1450 dal Maestro di Ippolita Sforza e completate a Napoli da Majorana intorno al 1472, Biblioteca storica dell'Università di Valencia, Ms.768[3]
- Storia naturale di Plinio il Vecchio, intorno al 1470-1480, di Cola Rapicano e Majorana, BHUV, Ms.691[4]
- Opere di Virgilio, per Giovanni d'Aragona, 3 frontespizi e 87 miniature, in collaborazione con Cola Rapicano, biblioteca Escorial, Ms.S.II.19
- Opere di Virgilio, Walters Art Museum, Baltimora, W. 400[5]
- Commento in Somnium Scipionis ( Commento su Songe de Scipion ) di Macrobe, intorno al 1472, BHUV, Ms.55[6]
- De bello Peloponnesiaco ( La guerra del Peloponneso ) di Tucidide, 1475, BHUV, Ms.379[7]
- De rerum natura di Tito Lucrezio Caro, con le insegne di Andrea Matteo Acquaviva, circa 1476, Biblioteca apostolica vaticana, Barb. Lat. 154[8]
- Expositio Psalmorum Davidis (commento ai salmi) di Sant'Agostino, per Ferdinando I di Napoli, 1480, British Library, Add[9] 14779-14782[9]
- Vita e favole di Esopo , 1481, Biblioteca storica dell'Università di Valencia, Ms.758[10]
- Lucii Annei Senecae Tragediarum liber (Tragedie di Seneca), 1484, BHUV, Ms.81[11]
- Eneide di Virgilio, Biblioteca nazionale Vittorio Emanuele III, IV. E.25
- Opere di Sallustio per Andrea Matteo Acquaviva, Biblioteca comunale di Besançon, Ms.842[12]
- Opere di Tertulliano, per Andrea Matteo Acquaviva, Biblioteca dell'Università di Leida, Ms. BPL2
- Storie contro i pagani di Paolo Orosio, per Andrea Matteo Acquaviva, biblioteca dell'Università di Leida, Ms. In de Betouw.io
- Opere di Virgilio, per Andrea Matteo Acquaviva, circa 1480-1492 Biblioteca dell'Università di Leida, BLP 6B[13]
- Geografia di Claudio Tolomeo, per Andrea Matteo Acquaviva, con un collaboratore, intorno al 1490, requisito a Napoli dalle truppe di Carlo VIII di Francia, Biblioteca nazionale di Francia, Lat.10764[14]
- Contra Faustum de Sant'Agostino, per Giovanni d'Aragona, ex collezione Georges d'Amboise, BNF, latino 2082[15]
- De Orationes, Cicerone, vecchia collezione di Amboise, BNF, latino 7774 (1-2)[16]

### Libri religiosi
- Breviario per Ferdinando I di Napoli, intorno al 1467, a cura della bottega di Cola Rapicano con la partecipazione di Majorana, BHUV, Ms.890[17]
- Libro delle Ore, circa 1475, Fitzwilliam Museum, Cambridge, Ms.McClean67
- Libro delle ore per un committente sconosciuto, 19 iniziali storicizzate, in collaborazione con Cola Rapicano, 1477, British Library, Yates Thompson Ms.6[18]
- Libro delle ore di Lorenzo Strozzi (1430-1479), circa 1478, Museo Fitzwilliam, Ms.153
- libro delle ore per un committente napoletano anonimo, 2 miniature (f.176v e 179) in collaborazione con Giovanni Todeschino e Nardo Rapicano, 1483, Morgan Library and Museum, New York, M.1052[19]
- Libro delle ore, Napoli, Biblioteca e Complesso Monumentale dei Girolamini, Ms. CF.1.28 [20]
- Libro delle ore di Pascasio Diaz Garlon in collaborazione con Nardo Rapicano, 1485-1490 circa, Biblioteca nazionale Vittorio Emanuele III, ms. IB26
- Libro delle Ore, 1490 circa, Biblioteca dell'Università di Cambridge, Add. Ms.4105
- Vespro per la cappella reale di Ferdinando di Napoli, intorno al 1491, BHUV, Ms.391[21]
- Collectarium, Biblioteca Comunale degli Intronati, Siena, X.1.3.

### Autori medievali e rinascimentali
- De obedientia De principe di Giovanni Pontano, intorno al 1475, BHUV, Ms.833[22]
- Seconda parte della Summa Theologiae di Tommaso d'Aquino, per il cardinale Giovanni d'Aragona, intorno al 1484, BHUV, Ms.395[23]
- Il principio di obbedienza di Giovanni Pontano per Alfonso di Calabria, BHUV, Ms.52[24]
- Moralia in Iob di Papa Gregorio I, iniziato nel 1485, per Giovanni d'Aragona, iniziato da Gaspare da Padova e completato da Majorana e Giovanni Todeschino, vecchia collezione Georges d'Amboise, BNF, Latin 2231 (1-3)[25]
- Super Sententiarum, di Tommaso d'Aquino, secondo volume copiato da Venceslao Crispo, intorno al 1489, vecchia collezione di Amboise, biblioteca comunale di Louviers, Ms.8[26],
- Gesti del Famoso Hercule di Pietro Andrea Bassi, 17 miniature incompiute, in collaborazione con Nardo Rapicano, Museo del Louvre, 862 DR a 878 DR (MS III - Hercule)[27]

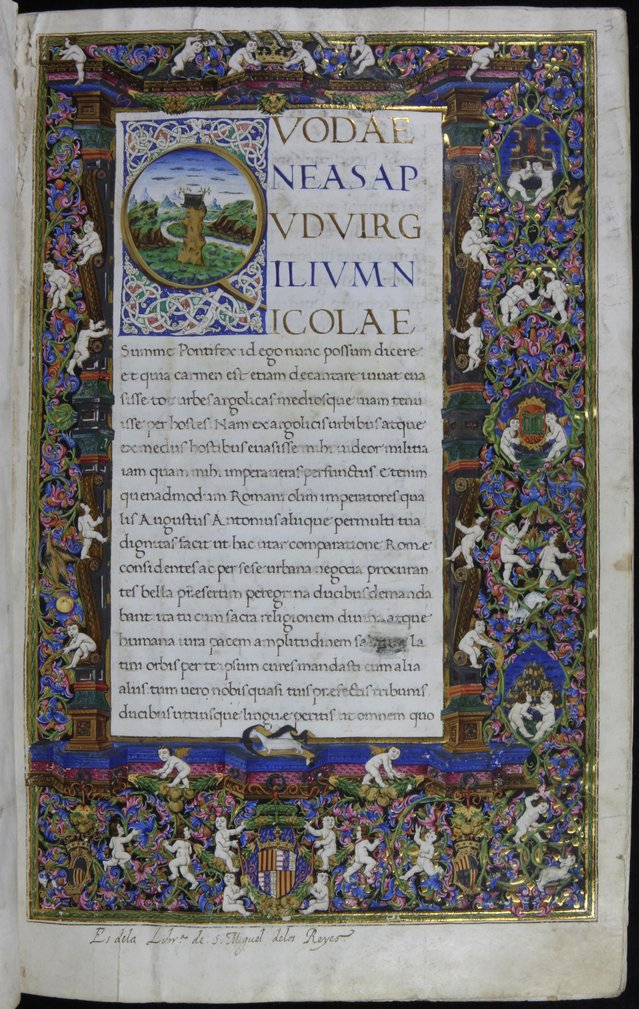
Manoscritto di Tucidide, Biblioteca storica di Valenza
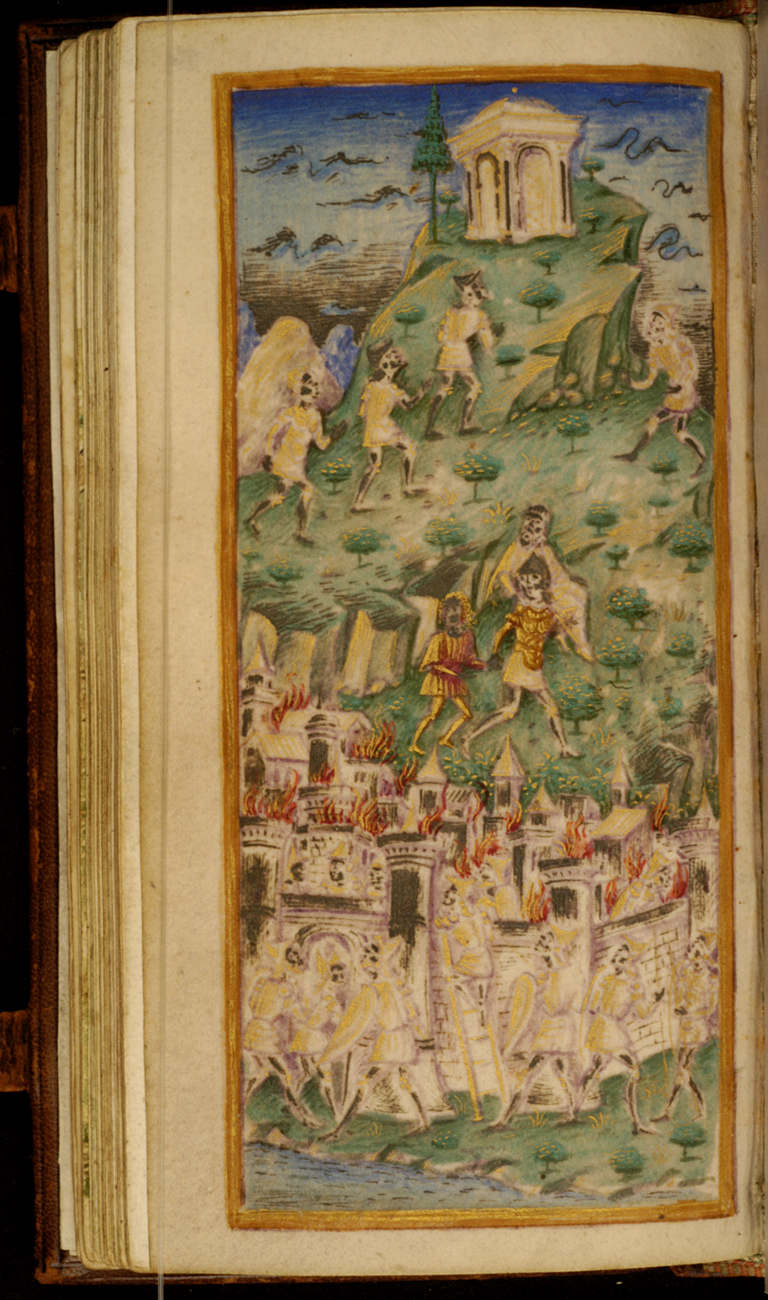
Pagina tratta da un manoscritto virgiliano, Walters Art Museum
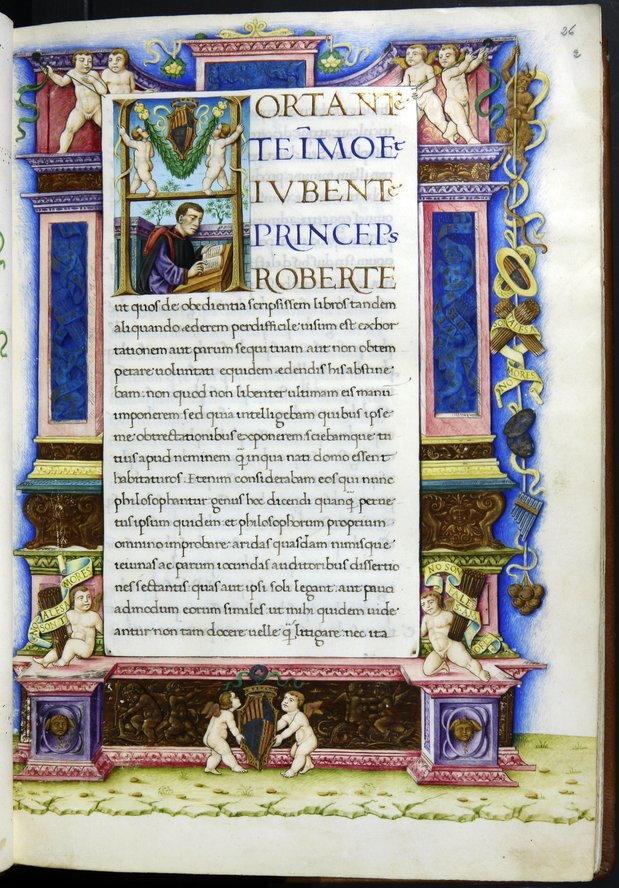
Libro di Giovanni Pontano per Alfonso di Calabria, Biblioteca storica di Valencia
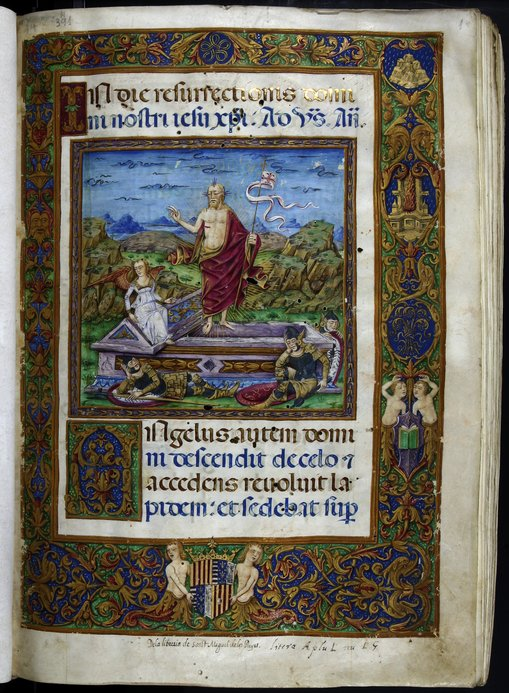
Vespro per il re d'Aragona, Biblioteca storica di Valencia